# 2003 en science-fiction
| Années de la science-fiction : 2000 - 2001 - 2002 - 2003 - 2004 - 2005 - 2006    |
| Décennies de la science-fiction : 1970 - 1980 - 1990 - 2000 - 2010 - 2020 - 2030 |

L'année 2003 est marquée, en matière de science-fiction, par les événements suivants.

## Naissances et décès

### Décès
- 16 avril : Jacques Chambon, enseignant, critique littéraire, anthologiste, éditeur, directeur littéraire, éditorialiste, traducteur et préfacier français, mort à 60 ans.
- 17 juin : Zheng Wenguang, écrivain chinois, mort à 74 ans.
- 29 octobre : Hal Clement, écrivain américain, mort à 81 ans.

## Événements
- Création de la maison d'édition française ActuSF.
- Création de la maison d'édition française Les Moutons électriques.
- Création du prix Curt-Siodmak, prix de science-fiction décerné par le Club allemand de science-fiction et la maison d'édition autrichienne Thomas-Sessler-Verlag.
- Fin de la publication des ouvrages dans la collection littéraire Le Cabinet noir (création en 1997).

## Prix

### Prix Hugo
- Roman : Hominids par Robert J. Sawyer
- Roman court : Coraline (Coraline) par Neil Gaiman
- Nouvelle longue : Vie lente (Slow Life) par Michael Swanwick
- Nouvelle courte : Falling Onto Mars par Geoffrey A. Landis
- Livre non-fictif ou apparenté : Better to Have Loved : The Life of Judith Merril par Judith Merril et Emily Pohl-Weary
- Film : Le Seigneur des anneaux : Les Deux Tours, réalisé par Peter Jackson
- Série ou court-métrage : L'épisode Connivences de Buffy contre les vampires écrit par Jane Espenson et Drew Goddard, réalisé par Nick Marck
- Éditeur professionnel : Gardner Dozois
- Artiste professionnel : Bob Eggleton
- Magazine semi-professionnel : Locus, dirigé par Charles N. Brown, Jennifer A. Hall et Kirsten Gong-Wong
- Magazine amateur : Mimosa
- Écrivain amateur : Dave Langford
- Artiste amateur : Sue Mason
- Prix Campbell : Wen Spencer

### Prix Nebula
- Roman : La Vitesse de l'obscurité (The Speed of Dark) par Elizabeth Moon
- Roman court : Coraline (Coraline) par Neil Gaiman
- Nouvelle longue : L'Empire de la crème glacée (The Empire of Ice Cream) par Jeffrey Ford
- Nouvelle courte : What I Didn't See par Karen Joy Fowler
- Scénario : Le Seigneur des anneaux : Les Deux Tours (The Lord of the Rings - The Two Towers) par Fran Walsh, Philippa Boyens, Stephen Sinclair et Peter Jackson ; basé sur Le Seigneur des anneaux (The Lord of the Rings) par J. R. R. Tolkien
- Prix du service pour la SFWA : Michael Capobianco et Ann Crispin (ex æquo)
- Auteur de distinction : Charles Harness
- Grand maître : Ursula K. Le Guin
- Auteur émérite : Katherine MacLean

### Prix Locus
- Roman de science-fiction : Chroniques des années noires (The Years of Rice and Salt) par Kim Stanley Robinson
- Roman de fantasy : Les Scarifiés (The Scar) par China Miéville
- Roman pour jeunes adultes : Coraline (Coraline) par Neil Gaiman
- Premier roman : Le Soleil du nouveau monde (A Scattering of Jades) par Alexander C. Irvine
- Roman court : Le Tain (The Tain) par China Miéville
- Nouvelle longue : La Fille feu follet (The Wild Girls) par Ursula K. Le Guin
- Nouvelle courte : La Présidence d'octobre (October in the Chair) par Neil Gaiman
- Recueil de nouvelles : La Tour de Babylone (Stories of Your Life and Others) par Ted Chiang
- Anthologie : The Year's Best Science Fiction: Nineteenth Annual Collection par Gardner Dozois, éd.
- Livre non-fictif : Tomorrow Now: Envisioning the Next Fifty Years par Bruce Sterling
- Livre d'art : Spectrum 9: The Best in Contemporary Fantastic Art par Cathy Fenner et Arnie Fenner, éds.
- Éditeur : Gardner Dozois
- Magazine : The Magazine of Fantasy & Science Fiction
- Maison d'édition : Tor Books
- Artiste : Bob Eggleton

### Prix British Science Fiction
- Roman : Felaheen par Jon Courtenay Grimwood
- Fiction courte : Des loups dans les murs (The Wolves in the Walls) par Neil Gaiman et Dave McKean

### Prix Arthur-C.-Clarke
- Lauréat : La Séparation (The Separation) par Christopher Priest

### Prix Sidewise
- Format long : Collaborator par Murray Davies (en)
- Format court : O One par Chris Roberson (en)

### Prix E. E. Smith Memorial
- Lauréats : Patrick Nielsen Hayden (en) et Teresa Nielsen Hayden (en)

### Prix Theodore-Sturgeon
- Lauréat : Le Train noir (Over Yonder) par Lucius Shepard

### Prix Lambda Literary
- Fiction spéculative : Queer Fear II par Michael Rowe (en), éd.

### Prix Seiun
- Roman japonais : Taiyō no sandatsusha par Hōsuke Nojiri

### Grand prix de l'Imaginaire
- Roman francophone : Le Roi d'août par Michel Pagel
- Nouvelle francophone : À n'importe quel prix par Claire Belmas et Robert Belmas

### Prix Kurd-Laßwitz
- Roman germanophone : Imagon par Michael Marrak

### Prix Curt-Siodmak
- Film de science-fiction : Minority Report, film américain de Steven Spielberg
- Série de science-fiction : X-Files
- Production allemande de science-fiction : non décerné

## Parutions littéraires

### Romans
- Blind Lake par Robert Charles Wilson.
- Chien-de-la-lune par Erik L'Homme.
- La Couronne des esclaves par David Weber et Eric Flint.
- Crépuscule d'acier par Charles Stross.
- Dans la dèche au royaume enchanté par Cory Doctorow.
- Le Dernier de son espèce par Andreas Eschbach.
- Halo : Parasite par William Dietz.
- Halo : Opération First Strike par Eric Nylund.
- Identification des schémas par William Gibson.
- Ilium par Dan Simmons.
- Le Jihad butlérien par Brian Herbert et Kevin J. Anderson.
- La Lignée du dragon par Anne McCaffrey.
- La Mécanique du talion par Laurent Genefort.
- L'Œil du spad par Ayerdhal.
- L'Œil du temps par Arthur C. Clarke et Stephen Baxter.
- Roma Æterna par Robert Silverberg.
- Le temps n'est rien par Audrey Niffenegger.
- Villa Vortex par Maurice G. Dantec.

### Recueils de nouvelles et anthologies
- Dieu porte-t-il des lunettes noires ? par Maurice G. Dantec.
- Noirs Complots.
- Périphériques par Maurice G. Dantec.
- Transfinite: The Essential A. E. van Vogt par A. E. van Vogt.
- Voile vers Byzance par Robert Silverberg.

## Sorties audiovisuelles

### Films
- 28 Jours plus tard par Danny Boyle.
- Code 46 par Michael Winterbottom.
- Cowboy Bebop par Shin'ichirō Watanabe.
- Equilibrium par Kurt Wimmer.
- Fusion par Jon Amiel.
- Matrix Reloaded par Andy et Larry Wachowski.
- Matrix Revolutions par Andy et Larry Wachowski.
- Star Trek : Nemesis par Stuart Baird.
- Paycheck par John Woo.
- Prisonniers du temps par Richard Donner.
- Timecop 2 : La Décision de Berlin par Steve Boyum.
- Terminator 3 : Le Soulèvement des machines par Jonathan Mostow.
- X-Men 2 par Bryan Singer.
- Wonderful Days par Kim Moon-Saeng.

### Téléfilms
- La Reine des prédateurs par David Wu.
- Riverworld, le monde de l'éternité par Kari Skogland.
- Warnings par Christian McIntire.

### Séries
- Les Enfants de Dune par Greg Yaitanes.
- Stargate SG-1, saison 7

## Sorties vidéoludiques
- Enter the Matrix par Shiny Entertainment.
- Galactic Civilizations par Stardock.
- Beyond Good and Evil par Ubisoft.